# Vseslav de Kiev
Vseslav Briatcheslavitch (en russe : Всеслав Брячиславич, en ukrainien : Всеслав Брячиславич et en biélorusse : Усяслаў Брачыславіч), dit Vseslav de Kiev ou encore Vseslav de Polotsk, est un prince de la Rus' de Kiev de la dynastie des Riourikides (né vers 1039 à Polotsk et mort le 24 avril 1101 dans la même ville), qui règne de 1068 à 1069.
Fils de Briatchislav de Polotsk (en) et d'une femme inconnue, il est parfois appelé le « prince sans terre », Vseslav le sorcier ou encore Vseslav le clairvoyant. Il est également Prince de Polotsk de 1044 à 1101.

Il reste dans les mémoires de l'époque pour avoir tenté avec son cousin Rostislav Vladimirovitch de Tmoutarakan et le voïvode Vyshata de former une coalition contre la branche cousine du triumvirat Iaroslavitch.

## Biographie

### Prince de Polotsk
La légende raconte que son père, Briatcheslav, n'arrivant pas à avoir d'enfant, fit appel à des mages pour que sa femme lui donne enfin un héritier.
En 1044, il prend la tête de la principauté de Polotsk après la mort de son père et, en tant qu'arrière-petit-fils du Grand-prince de Novgorod puis de Kiev Vladimir le Grand, il entre en concurrence avec ses cousins, étant lui-même le seul prince riourikide important non descendant direct de Iaroslav le Sage (qui est le frère de son grand-père Iziaslav et donc l'oncle de son père Briatcheslav), donc exclu de la succession au trône de Kiev, même si au départ, Polotsk était fidèle à Kiev.
En 1054, à la mort de son grand-oncle Iaroslav le Sage, son testament écarte Vseslav ainsi que Rostislav Vladimirovitch de Novgorod (petit-fils de Iaroslav), accentuant toujours un peu plus leurs frustrations.
Les sources sont très peu nombreuses concernant ses quinze premières années de règne, peut-être parce que l'influence de Vseslav ne dépasse au départ pas les alentours de Polotsk.
N'arrivant pas à mettre la main sur Kiev, ville tenue par les trois fils de Iaroslav (Iziaslav, Sviatoslav et Vsevolod), Vseslav se met alors à piller les territoires du nord de la Rus'. En 1065, il assiège sans succès la ville de Pskov, puis pille et brûle Novgorod durant l'hiver 1066/1067 (où il prit les cloches et de nombreux objets religieux de la cathédrale Sainte-Sophie pour les amener dans sa propre cathédrale à Polotsk). Ces raids et attaques des troupes de Vseslav eurent de graves répercussions sur l'économie de la Rus', stoppant le commerce avec la Scandinavie et les pays baltes entre autres, sans compter le trou démographique causé par les massacres. L'attaque de Novgorod força également le jeune prince de la ville Mstislav à fuir ses terres pour retourner chez son père Iziaslav Ier à Kiev.
Les Iaroslavitch unirent donc leurs forces et marchèrent vers le nord. La ville de Minsk (sous le contrôle de Polotsk) est tout d'abord mise à sac, et Vseslav finit par être écrasé le 3 mars 1067 à la bataille de la rivière Nemiga (bien qu'il y eut de très lourdes pertes des deux côtés). Vseslav parvient à s'enfuir et Iziaslav Ier (le cousin de Vseslav) n'attaque pas Polotsk, mais l'invite quelques mois plus tard à négocier en se présentant à lui avec la garantie qu'aucun mal ne lui sera fait. Vseslav accepte en juin, et, à peine sa barque ayant franchi l'autre rive du Dniepr à Orcha pour rejoindre les pourparlers de paix, il est traitreusement capturé, Iziaslav Ier rompant son serment. Il se retrouve emprisonné à Kiev avec deux de ses fils pendant plus de quatorze mois.

### Grand-prince de Kiev
Durant l'insurrection de Kiev en 1068, provoquée par la défaite face aux nomades Polovtses sur la rivière Alta, la fuite de plusieurs princes et le refus d'Iziaslav d'armer le veche pour que ses membres puissent faire face aux Polovtses une seconde fois, Vseslav est libéré par les Kiéviens, qui lui demandent alors de régner sur eux car ils ont finalement réussi à renverser leur prince Iziaslav Ier (ce dernier ayant fui pour la Pologne). 
Après quelques mois de règne, il est à nouveau détrôné par son cousin le 2 mai 1069, aidé de renforts polonais. Il ne reste alors que prince de Polotsk en 1087, ses principaux ennemis restant durant ses trente dernières années de règne Vsevolod Ier de Kiev et son fils Vladimir II Monomaque (qui enverra plus tard la plupart des Vseslavitch, descendants de Vseslav, en exil à Byzance).
Il meurt en 1101 et est enterré à la cathédrale Sainte-Sophie de Polotsk, achevée vers 1066, dont on doit la construction à Vseslav (inspirée de Sainte-Sophie de Constantinople, et qui reste encore actuellement l'un des plus vieux monuments de la Biélorussie moderne).
C'est sous son règne, exceptionnellement long (57 ans), que Polotsk connut son apogée, devenant un centre attractif, commercial et culturel.

### Galerie de laChronique de Radziwiłł

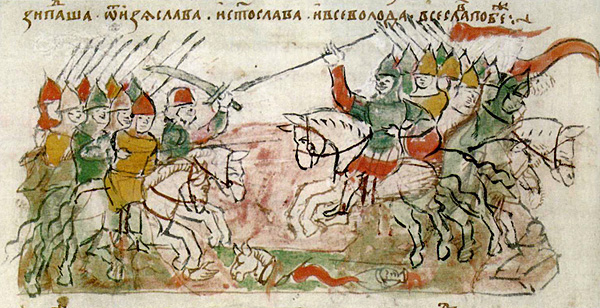
Bataille de la rivière Nemiga en 1067 entre Vseslav et une coalition de princes riourikides
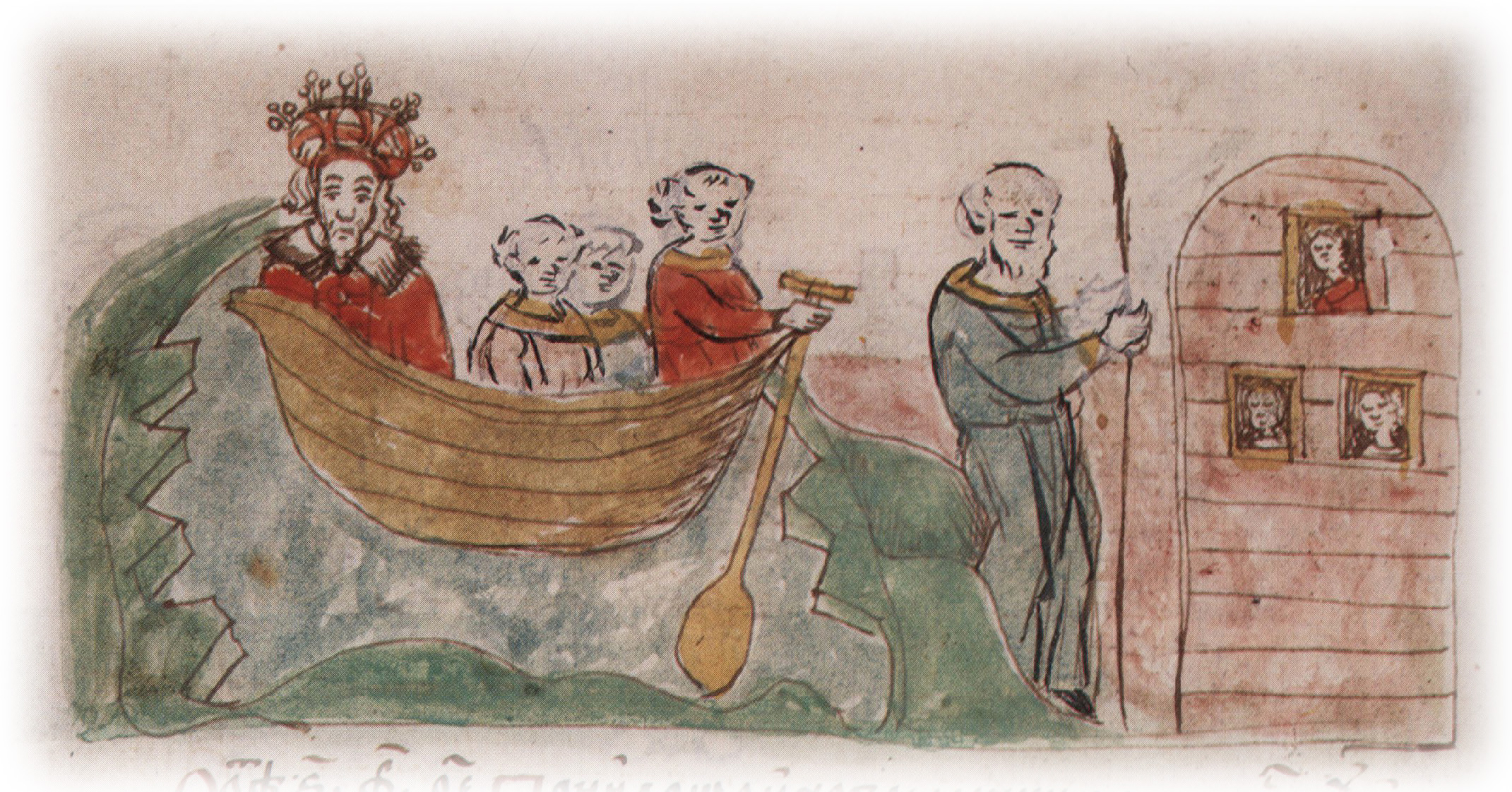
Vseslav et ses fils traversant le Dniepr
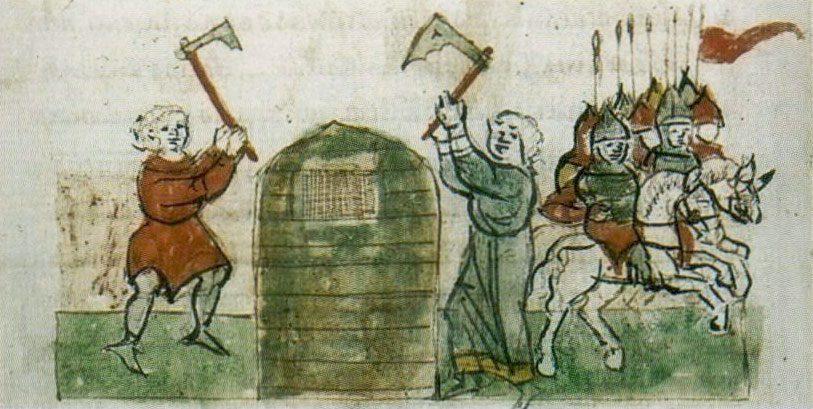
Vseslav libéré de prison par les habitants de Kiev
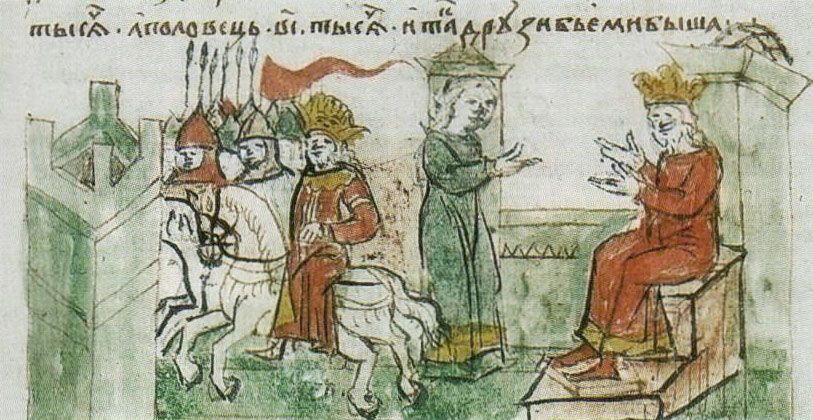
Vseslav de Polotsk sur le trône de Kiev

## Vseslav dans la légende et la littérature

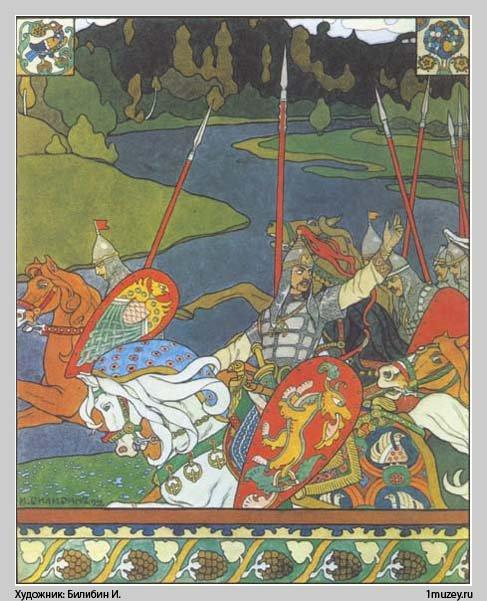
Volga Sviatoslavitch, dit Volkh Vseslavitch, le bogatyr basé sur Vseslav de Polotsk (peint par Ivan Bilibine).

Vseslav eut tout au long de sa vie la réputation d'utiliser la magie. La Chronique de Nestor mentionne qu'il fut conçu par de la sorcellerie et qu'il était né avec un « voile » (né coiffé), les sorciers déclarant alors à sa mère que ce voile était un signe de chance (il est d'ailleurs connu en Biélorussie sous le nom de « Vseslav le sorcier » ou encore en Russie sous le nom de « Vseslav le clairvoyant »).
Vseslav apparaît également dans l'œuvre littéraire du XIIe siècle du Dit de la campagne d'Igor, ainsi que dans plusieurs bylines et comtes populaires, où il est parfois dépeint comme un loup-garou. Dans Le Dit d'Igor, sa défaite à la bataille de la rivière Nemiga est montrée pour illustrer les rivalités inter-princières sur les terres russes, et il est également fait référence à son vol des cloches de la cathédrale de Novgorod pour les amener avec lui à Polotsk.

## Famille

### Union et descendance
Marié vers 1060, il eut :
- Roman (mort vers 1114/16), prince de Droutsk.
- Gleb (mort en 1119), prince de Minsk.
- Rogvolod-Boris[8] (mort vers 1114/16), prince de Droutsk.
- David, prince de Polotsk.
- Sviatoslav, prince de Vitebsk.
- Rostislav.

Certaines sources affirment que Sainte-Euphrosyne de Polotsk était la fille de Vseslav (bien qu'elle soit née en 1120), et d'autres affirment qu'elle était sa petite-fille, fille de Sviatoslav. Elle fonda de nombreux monastères à Polotsk et dans ses alentours, et est considérée comme un des saints patrons de la Biélorussie.

### Ancêtres
|  |                            |  |  |  |  |  |  |  |  |  |  |  |  |  |  |  |
|  | 16. Sviatoslav Ier         |  |  |  |  |  |  |  |  |  |  |  |  |  |  |  |
|  |                            |  |  |  |  |  |  |  |  |  |  |  |  |  |  |  |
|  |                            |  |  |  |  |  |  |  |  |  |  |  |  |  |  |  |
|  | 8. Vladimir Ier            |  |  |  |  |  |  |  |  |  |  |  |  |  |  |  |
|  |                            |  |  |  |  |  |  |  |  |  |  |  |  |  |  |  |
|  |                            |  |  |  |  |  |  |  |  |  |  |  |  |  |  |  |
|  | 17. Maloucha               |  |  |  |  |  |  |  |  |  |  |  |  |  |  |  |
|  |                            |  |  |  |  |  |  |  |  |  |  |  |  |  |  |  |
|  |                            |  |  |  |  |  |  |  |  |  |  |  |  |  |  |  |
|  | 4. Iziaslav de Polotsk     |  |  |  |  |  |  |  |  |  |  |  |  |  |  |  |
|  |                            |  |  |  |  |  |  |  |  |  |  |  |  |  |  |  |
|  |                            |  |  |  |  |  |  |  |  |  |  |  |  |  |  |  |
|  | 18. Rogvold                |  |  |  |  |  |  |  |  |  |  |  |  |  |  |  |
|  |                            |  |  |  |  |  |  |  |  |  |  |  |  |  |  |  |
|  |                            |  |  |  |  |  |  |  |  |  |  |  |  |  |  |  |
|  | 9. Rogneda de Polotsk      |  |  |  |  |  |  |  |  |  |  |  |  |  |  |  |
|  |                            |  |  |  |  |  |  |  |  |  |  |  |  |  |  |  |
|  |                            |  |  |  |  |  |  |  |  |  |  |  |  |  |  |  |
|  | 2. Briatcheslav de Polotsk |  |  |  |  |  |  |  |  |  |  |  |  |  |  |  |
|  |                            |  |  |  |  |  |  |  |  |  |  |  |  |  |  |  |
|  |                            |  |  |  |  |  |  |  |  |  |  |  |  |  |  |  |
|  | 5. Femme inconnue          |  |  |  |  |  |  |  |  |  |  |  |  |  |  |  |
|  |                            |  |  |  |  |  |  |  |  |  |  |  |  |  |  |  |
|  |                            |  |  |  |  |  |  |  |  |  |  |  |  |  |  |  |
|  | 1. Vseslav de Polotsk      |  |  |  |  |  |  |  |  |  |  |  |  |  |  |  |
|  |                            |  |  |  |  |  |  |  |  |  |  |  |  |  |  |  |
|  |                            |  |  |  |  |  |  |  |  |  |  |  |  |  |  |  |
|  | 3. Femme inconnue          |  |  |  |  |  |  |  |  |  |  |  |  |  |  |  |
|  |                            |  |  |  |  |  |  |  |  |  |  |  |  |  |  |  |
|  |                            |  |  |  |  |  |  |  |  |  |  |  |  |  |  |  |

## Galerie

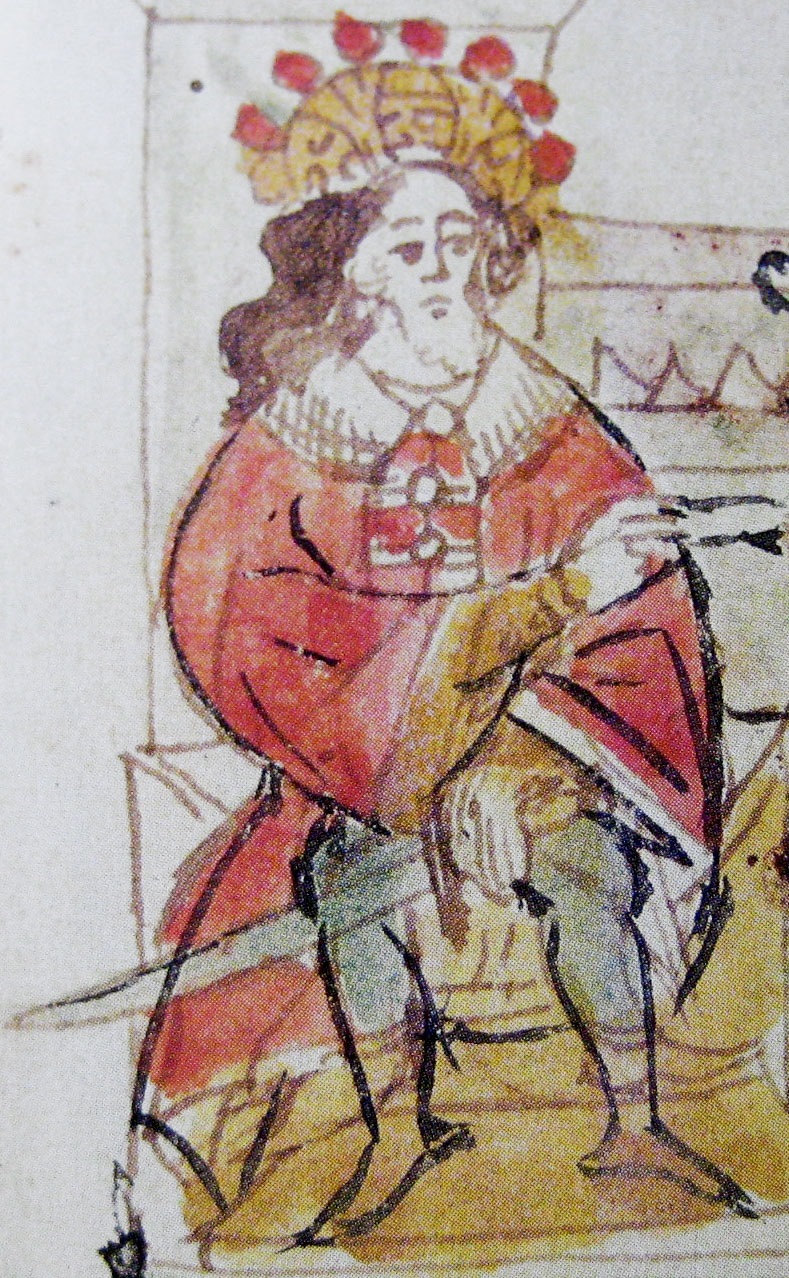
Vseslav de Polotsk
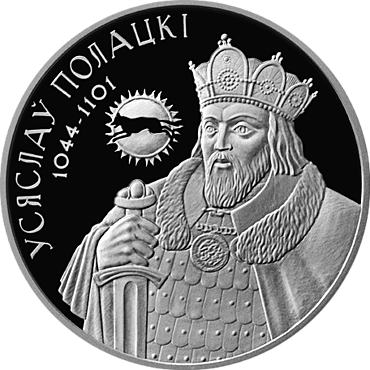
Vseslav de Polotsk sur une monnaie Biélorusse commémorative de 2005
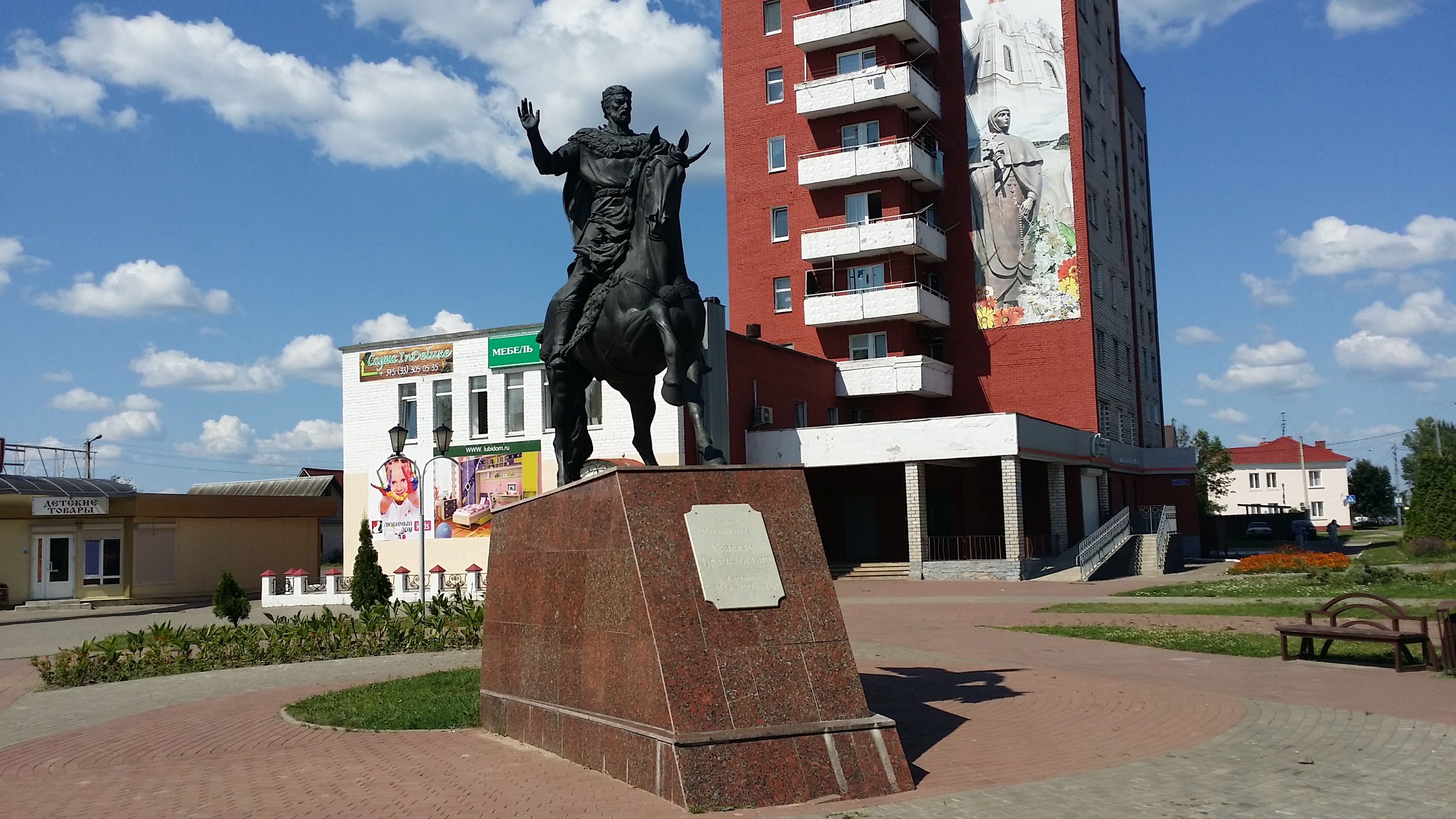
Monument à Polotsk